# Angelina Johnson
Angelina Johnson je izmišljen lik iz serije fantazijskih romanov o Harryju Potterju britanske pisateljice J. K. Rowling. 
Stara je toliko kot Fred in George Weasley, je tudi zasledovalka v Gryfondomski ekipi za quidditch (tako kot Katie Bell in Alicija Spinnet). V petem delu je tudi kapetanka ekipe, drugače pa je v ekipi že od samega začetka, ko je bila Gryfndomska ekipa »SANJSKA«: Oliver Wood, Harry Potter, Angelina Johnson, Alicija Spinnet, Katie Bell, Fred Weasley, George Weasley.
Angelina se kasneje poroči z Georgom Weasleyem in imata dva otroka, enemu je ime Fred.